# Kombinacja norweska na Zimowych Igrzyskach Olimpijskich Młodzieży 2016
Zawody w kombinacji norweskiej na Zimowych Igrzyskach Olimpijskich Młodzieży 2016 odbyły się w dniach 16-20 lutego 2016 r. Zawodnicy rywalizowali w trzech konkurencjach: skokach na normalnej skoczni/biegu na 5 km, konkursie mieszanym i sztafecie mieszanej. Zawody odbyły się w Lillehammer na Lysgårdsbakken HS 100 i na stadionie Birkebeineren Cross Country Stadium.

## Terminarz
| Data           | Konkurencja                                           | Złoto                                                                                        | Srebro | Brąz                                                                                   |
| -------------- | ----------------------------------------------------- | -------------------------------------------------------------------------------------------- | --- | -------------------------------------------------------------------------------------- |
| 16 lutego 2016 | Konkurs indywidualny                                  | Tim Kopp                                                                                     | Ben Loomis                                                                                                | Ondřej Pažout                                                                          |
| 18 lutego 2016 | Mieszany konkurs drużynowy                            | Słowenia · Ema Klinec · Bor Pavlovcic · Vid Vrhovnik                                         | Niemcy · Agnes Reisch · Jonathan Siegel · Tim Kopp                                                        | Austria · Julia Huber · Clemens Leitner · Florian Dagn                                 |
| 19 lutego 2016 | Sztafeta mieszana (biegi, skoki, kombinacja norweska) | Rosja · Sofja Tichonowa · Maksim Siergiejew · Witalij Iwanow · Maja Jakunina · Igor Fiedotow | Norwegia · Anna Odine Strøm · Marius Lindvik · Einar Lurås Oftebro · Martine Engebretsen · Vebjørn Hegdal | Niemcy · Agnes Reisch · Jonathan Siegel · Tim Kopp · Anna-Maria Dietze · Philipp Unger |